# Englevale (Dakota del Nord)
Englevale è un census-designated place (CDP) degli Stati Uniti d'America, situato nello Stato del Dakota del Nord, nella contea di Ransom. Secondo il censimento del 2020 gli abitanti di Englevale ammontavano a 36.